# Písek (huyện)
Huyện Písek (tiếng Séc: Okres Písek) là một huyện (okres) nằm trong vùng Nam Bohemia của Cộng hòa Séc. Huyện Písek có diện tích 1138 km², dân số năm 2002 là 70419 người. Thủ phủ huyện đóng ở Písek. Huyện này có 76 khu tự quản.

## Các khu tự quản
Huyện Písek có 76 khu tự quản sau: